# Nuck Chorris Gang
Nuck Chorris Gang je brněnská hudební skupina, která spojuje prvky blues, hip hopu a rocku do energické a humorné směsi. Vznikla spojením karvinského hip-hopového dua Minuta ticha s brněnskými bluesovými hudebníky v roce 2006. Vydali dvě alba.
Po rozpadu kapely brněnské trio založilo Band of Heysek.

## Diskografie
- 100% Karate, 2008 (písničkou Kaj z alba je skupina zastoupena na sampleru Indies Scope 2008)
- Lovu zdar, 2011
- Bongo BomBarďák, 2011 – účast na sampleru s písní Ty vogo!

## Obsazení
- Václav Jun – zpěv, rap
- Zdeněk Swaczyna – zpěv, rap
- Jan Švihálek – kytara
- Mojmír „Bob“ Sabolovič – basová kytara
- Lukáš Kytnar – bicí